# Bhimashankar-Wildreservat
Das Bhimashankar-Wildreservat ist ein Schutzgebiet im indischen Bundesstaat Maharashtra. Es liegt im Distrikt Pune, hat eine Fläche von 131 km² und ist Teil der Westghats (Sahyadri Ranges). Das Reservat wurde 1984 gegründet. Hier liegen neun ursprüngliche Stammesdörfer. Von der International Union for Conservation of Nature and Natural Resources wurde das Gebiet in die Kategorie IV eingestuft.

## Flora
Die biologische Vielfalt wurde dadurch erhalten, dass eine Gruppe von heiligen Hainen über Generationen bewahrt wurde. Diese Haine wirken als Genpool dieser Gegend, von dem aus sich Pflanzensamen verteilen. In Ahupe, einem Stammesdorf mit heiligem Hain, wurde im Jahr 1984 eine immergrüne Kletterpflanze des Spezies Xantolis tomentosa gefunden, deren Alter auf 800 bis 1000 Jahre geschätzt wird.

## Fauna

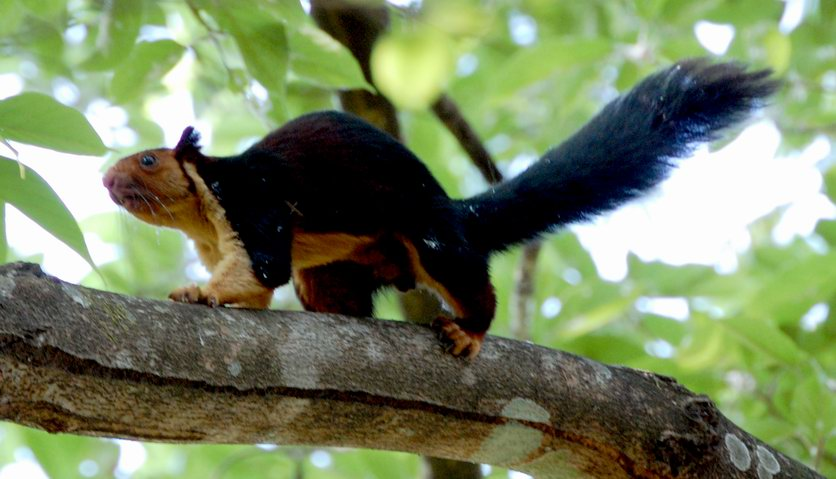
Königsriesenhörnchen

Das Schutzgebiet soll in erster Linie den Lebensraum des Königsriesenhörnchens bewahren.